# Pipe Springs nationalmonument

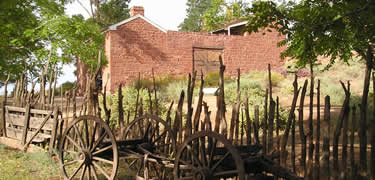
Pipe Springs nationalmonument

Pipe Springs nationalmonument ligger i Mohave County i delstaten Arizona i USA. Området är en minnesplats över de tidiga pionjärerna. Det finns ett antal byggnader från nybyggartiden, klassiska prärievagnar och boskap från den tiden.